# I Been On
I Been On é uma canção da cantora norte-americana Beyoncé, gravada e incluída como faixa bônus em seu álbum ao vivo, Homecoming: The Live Album de 2019.

## Antecedentes
I Been On apareceu pela primeira vez no vídeo promocional de sua turnê The Mrs. Carter Show World Tour lançado em 3 de Fevereiro de 2013. Em 17 de Março 
foi lançada em sua página oficial do Soundcloud como parte de "Bow Down". Para homenagear sua cidade natal, Houston, Texas lançou um Remix em 30 de Março também em sua página do Soundcloud, com a participação dos rappers também de Houston: Bun B, Z-Ro, Scarface, Willie D, Slim Thug e Lil Keke.

## Alinhamento de faixas
| Streaming |                      |         |  |
| N.º       | Título               | Duração |  |
| 1.        | "Bow Down/I Been On" | 3:34    |  |

| Streaming - Remix |                                                                         |         |  |
| N.º               | Título                                                                  | Duração |  |
| 1.                | "I Been On" (com Bun B, Z-Ro, Scarface, Willie D, Slim Thug e Lil Keke) | 3:54    |  |